# Cotztetlana omiltemi
Espèce
Cotztetlana omiltemi est une espèce d'araignées mygalomorphes de la famille des Theraphosidae.

## Distribution
Cette espèce est endémique du Guerrero au Mexique,.

## Publication originale
- Mendoza, 2012 : Cotztetlana omiltemi, a new genus and species of tarantula from Guerrero, México (Araneae, Theraphosidae, Theraphosinae). Arthropoda Scientia, vol. 2, p. 2-7.